# Kids' Choice Awards 1991
La 4ª edizione dei Nickelodeon Kids' Choice Awards si è svolta il 22 aprile 1991 presso il Pauley Pavillon di Los Angeles ed è stata condotta da Corin Nemec.
In questa edizione è stato introdotto il premio speciale "Hall of Fame".

## Candidature
I vincitori sono indicati grassetto.

### Televisione

#### Serie TV preferita
- I Simpson
- In Living Color
- Willy, il principe di Bel-Air

#### Attore televisivo preferito
- Will Smith – Willy, il principe di Bel-Air
- Bill Cosby – I Robinson
- Kirk Cameron – Genitori in blue jeans

#### Attrice televisiva preferita
- Keshia Knight Pulliam –  I Robinson
- Kirstie Alley – Cin cin
- Roseanne Barr – Pappa e ciccia

### Cinema

#### Film preferito
- Mamma, ho perso l'aereo (Home Alone), regia di John Hughes
- Tartarughe Ninja alla riscossa  (Teenage Mutant Ninja Turtles), regia di Steve Barron
- House Party, regia di Reginald Hudlin

#### Attore cinematografico preferito
- Arnold Schwarzenegger – Un poliziotto alle elementari
- Johnny Depp
- Eddie Murphy

#### Attrice cinematografica preferita
- Julia Roberts – Pretty Woman
- Kirstie Alley
- Whoopi Goldberg

### Musica

#### Cantante/gruppo musicale maschile preferito
- Vanilla Ice
- Bell Biv DeVoe
- MC Hammer

#### Cantante/gruppo musicale femminile preferita
- Paula Abdul
- Madonna
- Janet Jackson

#### Canzone preferita
- Ice Ice Baby – Vanilla Ice
- Step by Step – New Kids on the Block
- U Can't Touch This – MC Hammer

### Sport

#### Atleta maschile preferito
- Michael Jordan
- Bo Jackson
- Joe Montana

#### Atleta femminile preferita
- Jennifer Capriati
- Steffi Graf
- Jackie Joyner-Kersee

#### Squadra sportiva preferita
- San Francisco 49ers
- Cincinnati Reds
- Detroit Pistons

### Hall of Fame
- Paula Abdul
- Arnold Schwarzenegger
- Michael Jordan